# バーソロミュー・オグベチェ
バーソロミュー・オウォグバロル・オグベチェ（英語: Bartholomew Owogbalor Ogbeche、1984年10月1日 - ）は、ナイジェリアとフランスの元サッカー選手。元ナイジェリア代表。現役時代のポジションはFW。

## クラブ経歴
ロビ・スターズFCでサッカーを始めた。1999年にリーグ・アンのパリ・サンジェルマンFCに移籍、2001-02シーズンにはトップチームデビューを果たした。しかし太腿の怪我に苦しんだのもあり定着は出来ず、2004年にはSCバスティアに、2005年にはFCメスにそれぞれ半年の期限付き移籍をした。2005年6月にパリ・サンジェルマンを退団。
アラビアン・ガルフ・リーグのアル・ジャジーラ・クラブへの在籍を経て、リーガ・エスパニョーラに移った。セグンダ・ディビシオンのデポルティーボ・アラベスに加入、彼自身はいい働きを見せていたもののクラブはプリメーラ・ディビシオン復帰とはならず、個人昇格でレアル・バリャドリードに移籍。2007年8月26日にプリメーラ・ディビシオンで12分間プレーし、スペイン1部初出場となった。2009年8月に単年契約でセグンダ・ディビシオンのカディスCFに加入。クラブ内では得点王の活躍を見せたものの、クラブは19位で降格した。
2010年にギリシャ・スーパーリーグのAOカヴァラに加入した。翌2011年10月18日、フットボールリーグ・チャンピオンシップのミドルズブラFCに1シーズンの契約で移籍。12月17日の試合で移籍後初得点を記録、アウェーでの勝利に貢献した。2012年3月5日のバーンズリーFC戦でも相手ゴールキーパーのルーク・スティールからボールを奪って得点を記録している。
セグンダ・ディビシオンのヘレスCDへの在籍を経て、2014年1月にエールディヴィジのSCカンブール・レーワルデンに加入。デビュー戦では1得点1アシストを記録し3-1の勝利の立役者となった。2016年にヴィレムIIに移籍。
2018年8月25日、インディアン・スーパーリーグのノースイースト・ユナイテッドFCに移籍。10月1日の試合で移籍後初出場、1得点を決めて試合を2-2のドローに持ち込んだ。同月にはアウェーゲームにも関わらず10分間でハットトリックを達成する記録も残した。翌2019年、同リーグのケーララ・ブラスターズFCに移籍。2020年1月21日、ムンバイ・シティFCに移籍。

## 代表経歴
2002年に17歳でナイジェリア代表デビュー。同年に行われた2002 FIFAワールドカップのメンバーにも選ばれ、グループステージで2試合に出場した。

## 代表歴

### 出場大会
- ナイジェリア代表
  - 2002 FIFAワールドカップ

### 試合数
- 国際Aマッチ 11試合 3得点（2002年-2004年）[15]

| ナイジェリア代表 | 国際Aマッチ | 国際Aマッチ |
| 年               | 出場        | 得点        |
| ---------------- | ----------- | ----------- |
| 2002             | 6           | 0           |
| 2003             | 0           | 0           |
| 2004             | 5           | 3           |
| 通算             | 11          | 3           |